# Фридрих фон Бентхайм-Щайнфурт
Фридрих Белгикус Карл фон Бентхайм-Щайнфурт (на немски: Friedrich Belgicus Karl Graf zu Bentheim und Steinfurt; * 24 януари или 24 ноември 1703, Бургщайнфурт, Мюнстер; † 7 юни 1733, Щайнфурт) е граф на Бентхайм-Щайнфурт, младата линия.

## Биография
Той е син на граф Ернст фон Бентхайм-Щайнфурт (1661 – 1713) и съпругата му Изабела Юстина де Хорнес (1661 – 1734), дъщеря на Вилхелм Адриан, граф фон Хорн, барон фон Кесел, господар фон Батенбург (1633 – 1694) и Анна Юстина фон Насау (1639 – 1721).
След смъртта на баща му през 1713 г. Фридрих Карл става глава на фамилията Бентхайм-Щайнфурт младата линия заедно с чичо му Стациус Филип фон Бентхайм-Щайнфурт (1668 – 1749). Майка му Изабела е регентка от 1713 до 1728 г.
Фридрих Карл фон Бентхайм-Щайнфурт умира на 29 или 30 години на 7 юни 1733 г. в Щайнфурт и е погребан там.

## Фамилия
Фридрих Карл фон Бентхайм-Щайнфурт се жени на 4 юли 1724 г. в Детмолд или в Бургщайнфурт за графиня Франциска Шарлота фон Липе-Детмолд (* 11 ноември 1704, Детмолд; † 12 юни 1738, Бургщайнфурт), дъщеря на граф Фридрих Адолф фон Липе-Детмолд (1667 – 1718) и графиня Амалия фон Золмс-Хоензолмс (1678 – 1746). Те имат децата:
- Амалия Елизабет Сидония/Изабела Сидония фон Бентхайм-Щайнфурт (* 25 април 1725, Щайнфурт; † 7 август 1782), омъжена на 2 юли 1750 г. за граф Мориц Казимир I фон Бентхайм-Текленбург-Реда (* 8 март 1701, Хоенлимбург; † 2 юни 1768, Реда)
- Каролина Фредерика Хенриета Мария фон Бентхайм-Щайнфурт (* 2 юни 1726, Щайнфурт; † 5 март 1783, Кастеел Ендегеест), омъжена на 30 януари 1747 г. в Хойзден за граф Фридрих фон Гронсфелд-Дипенбройк и Импел (* 5 декември 1705, Импел; † 6 юни 1754, Кастеел Ендегеест)
- Вилхелмина Филипина фон Бентхайм-Щайнфурт (1727 – 1735)
- Клементина Августа фон Бентхайм-Щайнфурт (1728 – 1728)
- Карл Паул Ернст фон Бентхайм-Щайнфурт (* 30 август 1729, Бургщайнфурт; † 30 юни 1780, Бургщайнфурт), граф на Бентхайм-Щайнфурт, британски генерал-майор, женен на 30 септември 1748 г. в Зиген за принцеса Шарлота София Луиза фон Насау-Зиген (* 6 юни 1729, Зиген; † 2 април 1759, Бургщайнфурт); баща на:
  - Лудвиг Вилхелм Гелдрикус Ернст фон Бентхайм-Щайнфурт (1756 – 1817), от 1817 г. 1. княз na Бентхайм-Щайнфурт
- Вилхелм Фридрих Винценц фон Бентхайм-Щайнфурт (1730 – 1733)
- Трансинсуланус фон Бентхайм-Щайнфурт (1732 – 1732)